# マルコム・クラッセン
マルコム・クラッセン（Malcolm Klassen、1981年12月3日 - ）は、南アフリカのプロボクサー。ハウテン州ランドホンテイン出身。元IBF世界スーパーフェザー級王者。

## 来歴
1999年5月22日、プロデビュー。
2005年8月31日、南アフリカフェザー級王座を獲得した。以後、3度の防衛に成功した。
2006年11月4日、ケンプトンパークのエンペラーズ・パレスでIBF・IBO世界スーパーフェザー級王者ゲイリー・セントクレアに挑戦し、12回2-1(113-115、117-111、118-112)の判定勝ちで王座を獲得した。
2007年4月20日、ムゾンケ・ファナと対戦し、12回1-2(113-116、115-114、112-116)の判定負けで初防衛に失敗し王座から陥落した。
2008年8月29日、IBF世界スーパーフェザー級王座挑戦者決定戦でマヌエル・メディナと対戦し、2回1分42秒TKO勝ちで指名挑戦権を獲得した。
2009年4月18日、IBF世界スーパーフェザー級王者カシウス・バロイに挑戦し、7回2分42秒TKO勝ちで王座に返り咲いた。
2009年8月22日、ヒューストンのトヨタセンターでロバート・ゲレーロ対戦し、12回0-3(111-117、112-116、113-116)の判定負けで初防衛に失敗し王座から陥落した。
2011年11月19日、2年3カ月振りに現役復帰。WBF世界スーパーフェザー級王座決定戦をダニエル・ロメリと行い、12回3-0の判定勝ちで王座獲得に成功した。
2012年10月14日、ヨハネスブルクのナスレク・インドア・アリーナにて元IBF世界スーパーフェザー級王者カシウス・バロイとの2年7ヶ月ぶりに再戦を行い8回3-0（77-73、80-72、77-75）の判定勝ちを収めバロイに引導を渡した。
2013年5月16日、メルボルンのメルボルン・パビリオンにてIBO世界スーパーフェザー級王者ウィル・トミリンソンと対戦し12回0-3（110-117、109-118×2）の判定負けを喫し王座を獲得できなかった。
2014年12月14日、ムゾンケ・ファナと7年振りに再戦する予定になっていたがメインのヌコシナチ・ジョイ vs レイ・ロリト第2戦がジョイの負傷のため延期の措置により無期限の延期になり、クラッセンはライト級に転向したため、ファナとのラバーマッチ実現は困難になった。
2015年3月20日、ウイントフックのラマテック・ファクトリーでWBOインターナショナルライト級王座決定戦を元WBA世界ライト級王者でWBO世界ライト級3位パウルス・モーゼスと行い、12回3-0（118-110、115-110、113-112）の判定勝ちを収め王座を獲得し約2年ぶりにランカーに返り咲いた。
2015年4月24日、イースト・ロンドンのオリエント・シアターにてオラニ・ムコゼニとIBOインターコンチネンタルスーパーフェザー級王座決定戦を行い、10回KO勝ちを収め僅か1ヶ月の間隔で元の階級に戻しての王座を獲得した。
2015年11月28日、パウルス・モーゼスとIBOインターコンチネンタルライト級王座決定戦で8ヶ月ぶりの再戦を行い王座獲得を目指す予定だったが直前になって中止になった。
2016年8月5日、ヴァンデルビジルパークのエメラルド・カジノにてIBO世界スーパーフェザー級王者のジャック・アシスと対戦し12回3-0の判定勝ちを収め王座を獲得した。
2016年12月17日、サン＝ドニでユリオルキス・ガンボアとIBO王座の防衛戦を行う予定であったが、試合当日にクラッセンとトレーナーが地元警察に逮捕され試合中止となった。地元警察がクラッセンのホテルの部屋に踏み込み、違法運動能力向上薬の所持を確認して逮捕に至った。
2017年4月21日、1期目のIBF王座を獲得した際にトレーナーを務めたニック・デュラントがバイク事故により死去。
2017年8月5日、クラッセンが一度も防衛戦を行わなかったことを理由に王座を剥奪された。
2017年9月9日、ロシアチェリャビンスクのトラクトル・アイス・アリーナにてWBO世界スーパーフェザー級14位のミカイル・アレクセフと新設されたばかりのWBA東アジアスーパーフェザー級王座決定戦を行ったが、10回0-3（93-96、94-95×2）の判定負けを喫した。
2018年2月10日、エカテリンブルクのDIVSにてIBO世界スーパーフェザー級王者シャフカッツ・ラヒモフと対戦し、8回1分31秒TKO負けを喫し1年6ヶ月ぶりの王座返り咲きとはならなかった。

## 獲得タイトル
- 南アフリカスーパーフェザー級王座
- IBF世界スーパーフェザー級王座（1期目:防衛0)
- IBF世界スーパーフェザー級王座(2期目:防衛0)
- WBF世界スーパーフェザー級王座
- WBOインターナショナルライト級王座
- IBOインターコンチネンタルスーパーフェザー級王座
- WBAインターコンチネンタルスーパーフェザー級王座
- IBO世界スーパーフェザー級王座